# Euselasia hahneli
Euselasia hahneli is een vlindersoort uit de familie van de prachtvlinders (Riodinidae), onderfamilie Euselasiinae.
Euselasia hahneli werd in 1887 beschreven door Staudingerl.